# Liste der Stolpersteine in Rheurdt
Die Liste der Stolpersteine in Rheurdt enthält Stolpersteine, die im Rahmen des gleichnamigen Kunstprojekts von Gunter Demnig in Rheurdt verlegt wurden. Mit ihnen soll an Opfer des Nationalsozialismus erinnert werden, die in Rheurdt lebten und wirkten.

## Liste der Stolpersteine
| Adresse             | Verlege- datum | Person, Inschrift                                                                       | Bild                                                         | Anmerkung |
| ------------------- | -------------- | --------------------------------------------------------------------------------------- | ------------------------------------------------------------ | --------- |
| Aldekerker Straße 5 | 27. Apr. 2015  | Hier wohnte Jakob David Jg. 1865 deportiert 1942 Theresienstadt ermordet in Treblinka   | Stolperstein Rheurdt Aldekerker Straße 5 Jakob David         |           |
| Aldekerker Straße 5 | 27. Apr. 2015  | Hier wohnte Rosette David Jg. 1856 deportiert 1942 Theresienstadt ermordet in Treblinka | Stolperstein Rheurdt Aldekerker Straße 5 Rosette David       |           |
| Aldekerker Straße 5 | 27. Apr. 2015  | Hier wohnte Friedrich Seelmann Jg. 1888 deportiert 1942 Izbica ermordet                 | Stolperstein Rheurdt Aldekerker Straße 5 Friedrich Seelmann  |           |
| Aldekerker Straße 5 | 27. Apr. 2015  | Hier wohnte Liselotte Seelmann Jg. 1921 Flucht 1939 England … USA                       | Stolperstein Rheurdt Aldekerker Straße 5 Lieselotte Seelmann |           |
| Aldekerker Straße 5 | 27. Apr. 2015  | Hier wohnte Frieda Seelmann Jg. 1893 deportiert 1942 Izbica ermordet                    | Stolperstein Rheurdt Aldekerker Straße 5 Frieda Seelmann     |           |
| Rathausstraße 27    | 27. Apr. 2015  | Hier wohnte Moses David Jg. 1884 deportiert 1942 Theresienstadt ermordet in Treblinka   | Stolperstein Rheurdt Rathausstraße 27 Moses David            |           |
| Rathausstraße 27    | 27. Apr. 2015  | Hier wohnte Martha Leiser geb. David Jg. 1897 deportiert 1941 ermordet in Riga          | Stolperstein Rheurdt Rathausstraße 27 Martha Leiser          |           |
| Rathausstraße 27    | 27. Apr. 2015  | Hier wohnte Bernhard Leiser Jg. 1901 deportiert 1941 ermordet in Riga                   | Stolperstein Rheurdt Rathausstraße 27 Bernhard Leiser        |           |
| Rathausstraße 27    | 27. Apr. 2015  | Hier wohnte Hans Leiser Jg. 1938 deportiert 1941 ermordet in Riga                       | Stolperstein Rheurdt Rathausstraße 27 Hans Leiser            |           |
| Rathausstraße 68/70 | 27. Apr. 2015  | Hier wohnte Georg Kaufmann Jg. 1891 deportiert 1942 Izbica ermordet                     | Stolperstein Rheurdt Rathausstraße 70 Georg Kaufmann         |           |
| Rathausstraße 68/70 | 27. Apr. 2015  | Hier wohnte Paula Kaufmann Jg. 1902 deportiert 1942 Izbica ermordet                     | Stolperstein Rheurdt Rathausstraße 70 Paula Kaufmann         |           |
| Rathausstraße 68/70 | 27. Apr. 2015  | Hier wohnte Amalie Kaufmann Jg. 1889 deportiert 1942 Izbica ermordet                    | Stolperstein Rheurdt Rathausstraße 70 Amalie Kaufmann        |           |
| Rathausstraße 68/70 | 27. Apr. 2015  | Hier wohnte Margot Kaufmann Jg. 1930 deportiert 1942 Izbica ermordet                    | Stolperstein Rheurdt Rathausstraße 70 Margot Kaufmann        |           |